# Puig de s'Extremera
Puig de s'Extremera este o arie protejată (arie de protecție specială avifaunistică — SPA) din Spania întinsă pe o suprafață de 138,62 ha, integral pe uscat.

## Localizare
Centrul sitului Puig de s'Extremera este situat la coordonatele 39°40′06″N 2°43′25″E / 39.6683°N 2.7237°E.

## Înființare
Situl Puig de s'Extremera a fost declarat arie de protecție specială avifaunistică în martie 2006 pentru a proteja 9 specii de animale.

## Biodiversitate
Situată în ecoregiunea mediteraneană, aria protejată conține 1 habitat natural: Păduri de Olea și Ceratonia.
La baza desemnării sitului se află mai multe specii protejate de  păsări (9): pasărea ogorului (Burhinus oedicnemus), caprimulg (Caprimulgus europaeus), Falco eleonorae, șoim călător (Falco peregrinus), Galerida theklae, acvilă pitică (Hieraaetus pennatus), gaia roșie (Milvus milvus), viespar (Pernis apivorus), Sylvia sarda.
Pe lângă speciile protejate, pe teritoriul sitului au mai fost identificate 5 specii de plante.